# ۵۴۹ (خورشیدی)
۵۴۹ پانصد و چهل و نهمین سال هجری خورشیدی است.